# Верхний Бургалтай
Ве́рхний Бургалта́й (бур. Дээдэ Бургалтай) — улус в Джидинском районе Бурятии, образует сельское поселение «Верхнебургалтайское».

## География
Улус расположен в 22 км западнее районного центра — села Петропавловка, в южных отрогах хребта Малый Хамар-Дабан на реке Бургалтай, в 15 км от места её впадения в Джиду, в 6 км к северу от региональной автодороги Р440 Гусиноозёрск — Закаменск.
Соседние населенные пункты — Нижний Бургалтай, Малый Нарын.

## История
Приказом по Забайкальскому казачьему войску № 248 от 22 марта 1916 года Верхне-Бургалтайское урочище Гэгэтуйской станицы было переименовано в Верхне-Мищенковское в честь генерала Мищенко.
В 1930 году были созданы сельскохозяйственные артели имени Калинина и имени Молотова, а также товарищество по совместной обработке земли имени М. Сахьяновой. В 1932 году организована Бургалтайская МТС.

## Население
| 2002 | 2006 | 2010 | 2012 | 2013 | 2014 | 2015 |
| ---- | ---- | ---- | ---- | ---- | ---- | ---- |
| 370  | ↘365 | ↘295 | ↘280 | ↘263 | ↘246 | ↘228 |
| 2016 | 2017 | 2018 | 2019 | 2020 | 2021 | 2023 |
| ↘214 | ↘187 | ↘185 | ↘181 | ↗188 | ↗190 | ↘181 |
| 2024 |      |      |      |      |      |      |
| ↘175 |      |      |      |      |      |      |

## Экономика
Население преимущественно занимается сельским хозяйством, имеет личные подсобные хозяйства.

## Социальная инфраструктура
- Средняя школа
- Дом культуры
- Библиотека
- Фельдшерско-акушерский пункт

## Связь
«Мегафон», «МТС», «Бурятвестком»

## Достопримечательности
- Юрточный этнографический музей.
- Священные горы Баян Цогто и Баян Дэлгэр.
- Могильник Верхнебургултайский (II—I тыс. до н. э.) — находится в 1,5 км к югу от села, в 4,5 км севернее шоссе «Улан-Удэ-Закаменск», с обеих сторон дороги, ведущей к селу.

## Выдающиеся люди
- Лубсанов, Александр Гомбоевич — спикер Народного Хурала Бурятии.